# Бунђецани (Валча)
Бунђецани (рум. Bungețani) насеље је у Румунији у округу Валча у општини Фаурешти. Oпштина се налази на надморској висини од 203 m.

## Становништво
Према подацима из 2002. године у насељу је живело 224 становника, од којих су сви румунске националности.